# Lobogonia
Lobogonia là một chi bướm đêm thuộc họ Geometridae.